# IPhone 13 Pro/13 Pro Max
iPhone 13 ProおよびiPhone 13 Pro Maxは、Appleが設計・販売していたスマートフォンである。2021年9月14日に発表され、9月24日に発売された。本製品は、2021年9月14日に事前ビデオ収録によるオンライン開催されたApple Special Eventにおいて、iPhone 13やiPhone 13 miniとともに発表された。
前モデルからの主なアップグレードは、カメラ性能の強化・向上、新しいA15 Bionic SoC、ProMotionと呼ばれる10〜120Hzの可変リフレッシュレートディスプレイなどである。
iOS 18.5で衛星通信に対応し、au Starlink Direct対応となった。

## 歴史
iPhone 13 ProおよびiPhone 13 Pro Maxは、第9世代iPad、第6世代iPad mini、Apple Watch Series 7、iPhone 13およびiPhone 13 miniとともに、2021年9月14日にアメリカ合衆国カリフォルニア州クパチーノのApple Parkで撮影・収録されたバーチャルプレスイベントで正式に発表された。予約注文は、9月17日午前5時（PST）に開始された。価格は、それぞれの前世代と同じ、iPhone 13 Proが999米ドル、iPhone 13 Pro Maxが1099米ドルからである。
2022年9月8日にiPhone 14 Pro、iPhone 14 Pro Maxの発表に伴い、Apple Storeでの販売を終了した。

## デザイン

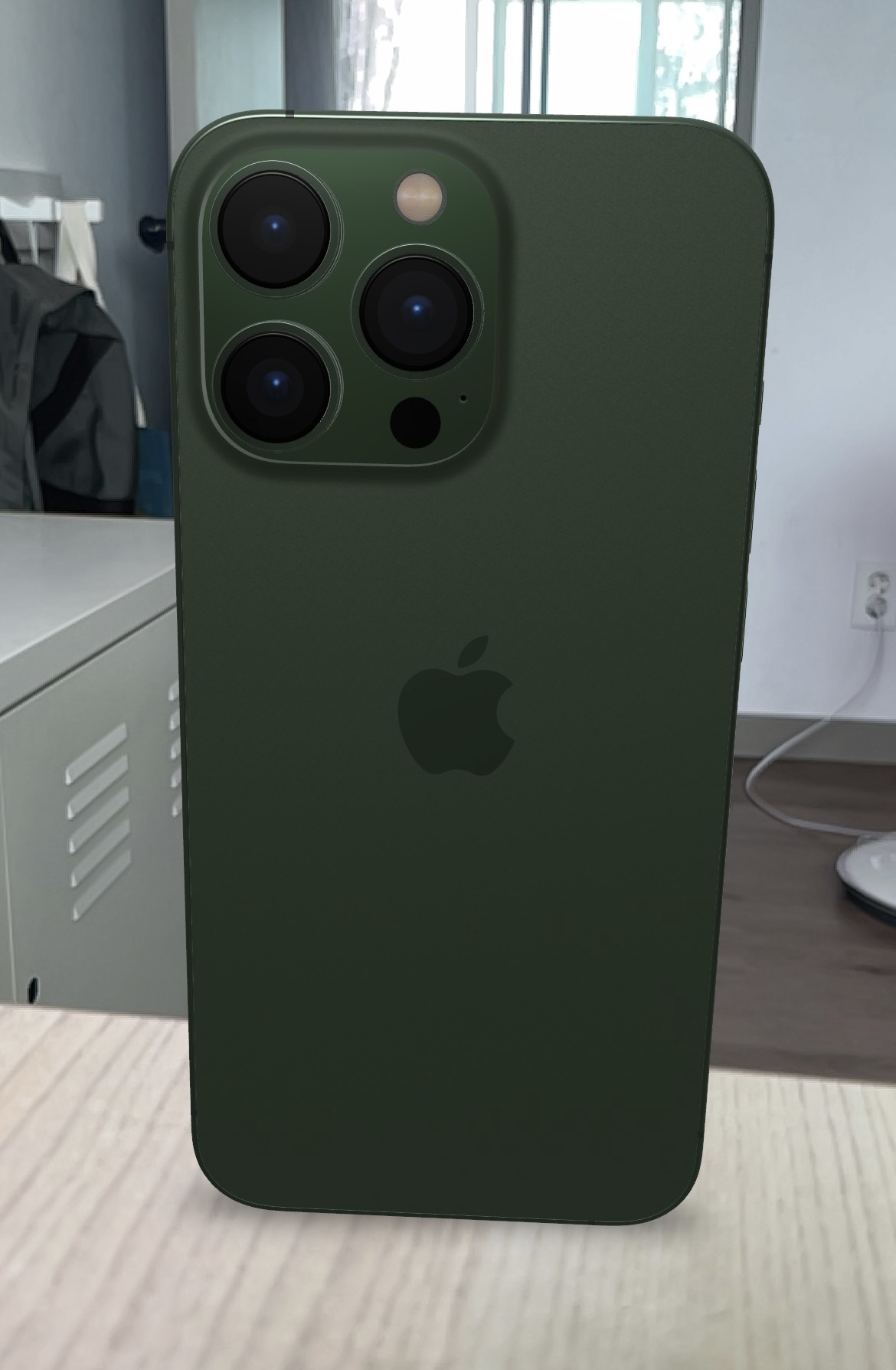
iPhone 13 Pro（アルパイングリーン）の背面

画面上部のスピーカの位置が移動し、ノッチの大きさが以前のiPhoneモデルよりも20%程度小型化されている。また、背面のカメラが大型化している。
カラーはシルバー、グラファイト、ゴールド、シエラブルー、アルパイングリーンの5色が展開されている。シエラブルーはパシフィックブルーに代わる新色で、グラファイトはスペースグレイから変更した名称である。2022年3月9日のAppleイベントで、新色のアルパイングリーンが発表され、同年3月18日に発売された。
| 色 | 名前               |
| -- | ------------------ |
|    | シルバー           |
|    | グラファイト       |
|    | ゴールド           |
|    | シエラブルー       |
|    | アルパイングリーン |

## 仕様
日本では全ての販売網・キャリアで、SIMフリー（SIMロックのない状態）で販売される。

### ハードウェア
iPhone 13 Pro、 iPhone 13 Pro Maxには、iPhone 13、13 miniと同様、A15 Bionicプロセッサが搭載されているが、iPhone 13、13 miniには4コアのGPUが搭載されているのに対し、iPhone 13 Pro、Pro Maxには5コアのGPUが搭載されている。5Gモデムとして、Snapdragon X60が搭載されている。 

#### ディスプレイ
iPhone 13 Proは6.1インチのディスプレイを備えており、より大きなiPhone 13 Pro Maxは6.7インチのディスプレイを備えている。どちらのモデルにもSuperRetina XDR OLEDディスプレイが搭載されており、iPhoneでは初めてProMotion可変リフレッシュレートが搭載されている。いずれもiPhone 12シリーズ同様、表面に強化ガラスのCeramic Shieldを採用している。

#### カメラ
iPhone 12 Pro、12 Pro Max同様に超広角・広角・望遠の3つのカメラが搭載されているが、12 Pro Maxより大きなセンサーと明るいレンズが搭載され、広角カメラでは高精度のセンサーシフト式手ブレ補正を行う。光学式手ぶれ補正を備え、新たにナイトモードにも対応した望遠カメラは3倍ズーム(参考：iPhone 12 Proの2倍ズーム、12 Pro Maxの2.5倍ズーム)に強化され、超広角カメラと合わせて最大6倍の光学ズームに対応している。より速いセンサーを備えた超広角カメラでは、モード切替え無しで2cmまで寄れるマクロ写真撮影、マクロビデオ撮影ができる。
低照度での撮影に強くなり、iPhone 13 ProとiPhone 13 Pro Maxの広角カメラの場合、暗い場所での性能が最大2.2倍向上（iPhone 12 Pro、12 Pro Max比）した。
また、背面には引き続きLiDARが搭載され、ARに用いられる他、暗い場所での撮影時にオートフォーカスにも使用され、ナイトモードポートレートも撮影可能である。
TrueDepthカメラは従来通り1200万画素となっており、赤外線センサを備えFace IDに利用される。iPhone 11シリーズ以降から搭載されたナイトモードに対応し、4Kビデオ撮影（最大60fps）が可能である。
全てのカメラでスマートHDR 4、シネマティックモード、最大4K/30fps（128GBモデルは1080p/30fps）のProResでの録画にも対応している。

#### スピーカー
iPhone 7以降のモデルと同様に、液晶画面側の上部の通話用スピーカと本体下面にスピーカが内蔵され、横画面で使う時にはステレオスピーカとなる。またiPhone 11、11 Proシリーズから導入された「サイコ・アコースティック」による空間オーディオにも対応する。

#### マイク
上部と本体下面、3カメラ部分に内蔵され、ステレオ音声収録が可能な他、高度な環境音抑制が行われる。
マイクの仕様が変わったことにより、12シリーズ以前にあった電話ノイズキャンセリング機能が廃止された。

#### バッテリー
iPhone 13 ProはiPhone 12 Proよりも最大で1.5時間バッテリ駆動時間が長く、iPhone 13 Pro MaxはiPhone 12 Pro Maxより最大で2.5時間バッテリー駆動時間が長く、iPhone史上最も長いバッテリー駆動時間（2021年9月14日現在）となっている。

#### 急速充電
iPhone 13 Pro/Pro Maxには急速充電に対応するApple USB-C - Lightningケーブルが添付されている。20Wで急速充電を行うと30分で50%まで充電できる。iPhone 13 Pro Maxでは、30Wを超えるUSB-C電源アダプタを使用すると27Wが最大出力になる。iMacのUSB-Cポートでは15Wでの急速充電が出来る他、MacのUSB Type-AポートでもUSB-PDより遅い10Wで急速充電ができる。

##### ワイヤレス充電
Qiでは、最大7.5Wに対応する。MagSafeおよびQi2（iOS 17.2以降）では、最大15Wに対応する。

### ソフトウェア
iPhone 13 Pro、iPhone 13 Pro Maxには、初期出荷ではiOS 15 (19A341)がインストールされている。このiOS 15は単体リリース前のビルドであり、正式版の19A346にアップデートが促される。10月1日、Apple Watchでロック解除できない不具合などが解消された15.0.1(19A348)がリリースされた。

### 5G対応と通信速度

#### 5G NR
ドコモでは受信最大4.2Gbps/送信最大218Mbpsと発表されている。KDDIでは受信最大4.2〜3.7Gbps/送信最大218Mbpsと発表されている。ソフトバンクでは受信最大2.4Gbps/送信最大159Mbpsに留まる。
5G NRの対応周波数： n1 (2100MHz)・n2 (1900MHz)・n3 (1800MHz)・n5 (850MHz)・n7 (2600MHz)・n8 (900MHz)・n12 (700MHz) ・n20 (800DD)・n25 (1900MHz)・n28 (700APT)・n29 (700Lower SMH)・n30 (2300WCS)・n38 (TD2600)・n40 (TD2300)・n41 (TD2500)・n66 (AWS-3)・n71 (600 MHz)・n77 (TD3700)・n78 (TD3500)・n79 (TD4700)。
※太字は新たに加わったバンド。
※斜体は、日本国内で対応するsub-6GHz帯。

#### 4G
ドコモでは受信最大1.7Gbps/送信最大131.3Mbpsと発表されている。ソフトバンクでは受信最大838Mbps/送信最大46Mbpsに留まる。
- FDD-LTE：バンド1、2、3、4、5、7、8、11、12、13、14、17、18、19、20、21、25、26、28、29、30、32、66、71。
- TD-LTE：バンド34、38、39、40、41、42、46、48。

## 参照
- スマートフォン
- iPhoneの歴史